# Захматов, Владимир Дмитриевич
Влади́мир Дми́триевич Захма́тов (род. 17 февраля 1954, Махалино, Пензенская область) — независимый эксперт международного уровня по взрывам и пожарам, известный учёный в сфере физики горения и взрыва, разработчик современных импульсных средств пожаротушения, доктор технических наук, профессор, действительный член Международной академии экологии и безопасности (РФ), Нью-Йоркской Академии наук (США), Украинской академии безопасности жизнедеятельности (Украина).
Автор более 190 научных работ, в том числе 2 монографии, 1 учебника, 3 патентов Российской Федерации, 3 европатентов, 6 патентов Украины, ряда статей в международных специализированных журналах.

## Биография
Владимир Дмитриевич Захматов родился 17 февраля 1954 года в селе Махалино Пензенской области в семье служащих. Мать — Михайлина-Брегет Любовь Ивановна, работала врачом; отец — Захматов Дмитрий Алексеевич, экономист. Оба родителя — добровольцы Великой Отечественной войны: отец служил десантником с июля 1941 года (оборона Киева), мать — с ноября 1942 г. медсестра (Сталинград).
В. Д. Захматов является потомком швейцарских часовщиков, которые основали известную фирму «Breguet». В 1860 году одна из ветвей этого мастеровитого рода перебралась из Швейцарии в Россию.
В 1960 году семья переехала в г. Чапаевск, Куйбышевской области. Специфика города, являющегося в то время военно-промышленным и химическим центром оборонного производства, во многом и определила дальнейший выбор специальности Владимира Дмитриевича.
В 1977 году В. Д. Захматов окончил Самарский (Куйбышевский) политехнический институт по специальности «Химия и технология высокомолекулярных соединений» (0815 — Пороха и твёрдое ракетное топливо). В студенческие годы проявился интерес к научным исследованиям — Владимир Захматов в течение 3,5 лет проводил научно-исследовательские работы по анализу чувствительности взрывчатых веществ к удару, разгрузке, трению.
По окончании института молодой специалист почти четыре года работал инженером-руководителем баллистических испытаний артиллерийских систем калибра от 23 до 152 мм, в том числе авиационных пушек 23,30 мм и твердотопливных ракетных двигателей. Производственная необходимость и специфика проводимых работ заставляла более детально и глубже изучать смежные направления деятельности — В. Д. Захматов работал технологом на участках сборки, снаряжения, контроля боеприпасов, поиска и уничтожения несработавших после выстрела боеприпасов, участвовал в качестве эксперта в расследовании несанкционированных взрывов при снаряжении и испытаниях боеприпасов на производстве, складах, полигонах и других взрывоопасных объектах. Все это позволило приобрести огромный практический опыт.
В 1980 году Владимира Захматова пригласили на Украину, в Институт электросварки им Е. О. Патона, где требовались молодые инициативные специалисты для проведения исследовательских работ сварки взрывом. В то время Украина не готовила специалистов подобного направления, поэтому приглашала кадры из России.
За два года, проработав старшим инженером отдела сварки и резки взрывом в Институте электросварки им. Е. О. Патона, Владимир Дмитриевич освоил операции взрывной резки, штамповки, сварки, в том числе в полевых условиях на газонефтепроводах от Уфы до Тюмени, а также на ПО им. Антонова. В это время на газонефтепроводах, которые активно прокладывались по всей территории СССР, стояла задача — разработать эффективную технологию взрывной вырезки повреждённых, аварийных участков газонефтепроводов, взрывной приварки отводов и вварке новых труб на место повреждённых. Владимир Захматов в процесс проведения этих работ внедрил одну из своих первых серьёзных разработок — компактное устройство, надежно предотвращающее пожары и взрывы на газопроводах при проведении операций резки и сварки взрывом.
С 1983 г. Владимир Дмитриевич работал младшим научным сотрудником в Отделении геодинамики взрыва Института геофизики Национальной Академии Наук Украины (НАНУ), затем с 1985 г. — заведующим сектором ОКТБ Института теплофизики НАНУ.
1984 г. — защита диссертации на соискание ученой степени кандидата технических наук на тему «Разработка способов взрывной подачи огнетушащих порошков в очаг пожара» по специальности 05.26.01. «Противопожарная техника и техника безопасности» в Ученом совете Московского института пожарной безопасности (Высшая инженерно-техническая пожарная школа МВД СССР).
С 1 мая 1986 года Владимир Дмитриевич Захматов принимал участие в ликвидации последствий аварии на Чернобыльской АЭС, внедрил новую технологию безлюдного высокоэффективного высокоточного тушения лесных пожаров в зоне с наиболее высоким уровнем радиации, от 1000 до 2500 рентген в час — «Рыжий лес» — аномалия, возникшая после выброса радиоактивной пыли из разрушенного реактора ЧАЭС. Затем В. Д. Захматовым была предложена технология локализации радиоактивной пыли на наиболее труднодоступных участках.
С 1988 г. — консультант проектантов систем защиты объекта «Укрытие» над поврежденным 4-м блоком Чернобыльской АЭС.
1987—1996 гг. — заведующий сектором, лабораторией, отделом оборонных технологий в Институте проблем материаловедения НАНУ.
В 1990 году в Ученом совете Казанского НИИХП и Политехнического университета Владимир Дмитриевич защитил диссертацию на соискание ученой степени доктора технических наук на тему «Разработка взрывных систем импульсной многоплановой защиты» по специальностям «Технология специальных продуктов» 05.17.10 и «Физика горения и взрыва» 01.04.17. В этом же году за первое внедрённое изобретение вручен нагрудный знак «Изобретатель СССР».
В 1994 году В. Д. Захматов прошел обучение в США, (институт Симеона при Госдепартаменте, Вашингтон) и получил диплом менеджера по контролю чрезвычайных ситуаций.
С 1994 г. — член общественной Нью-Йоркской академии наук США.
С 1995 г. — член общественной Международной академии наук экологии и безопасности (Россия).
1996—2007 гг. — Владимир Захматов работал заведующим кафедрой Безопасности жизнедеятельности в Черкасском технологическом госуниверситете, затем, в Национальном техническом университете «Киевский политехнический институт», профессором Национального авиационного университета, также читал лекции на кафедре криминалистической экспертизы Академии МВД Украины, Институте вооружений и военной техники Вооруженных сил Украины.
1999 г. — ВАК Украины присвоил В. Д. Захматову звание профессора по кафедре безопасности жизнедеятельности.
С 2000 г. — член общественной Украинской академии Безопасности жизнедеятельности.
В 2007—2014 гг. В. Д. Захматов работал в Институте телекоммуникаций и глобального информационного пространства НАН Украины, читал лекции на кафедре Национальной Безопасности Национальной академии государственного управления при Президенте Украины.
В настоящее время В. Д. Захматов является техническим директором предприятия PulsTECH (г. Таллин, Эстония).
С февраля 2008 г. Владимир Дмитриевич в качестве эксперта-взрывотехника провёл более двадцати независимых расследований взрывов и крупных пожаров с катастрофическими последствиями. В частности, наиболее известные: взрыв в г. Львове в трехэтажном жилом доме, где погибли 4 человека; г. Евпатория — взрыв в пятиэтажном доме, закончившийся гибелью 27 человек; г. Днепропетровск — поджог зала игорных автоматов, где погибло 8 человек; проводил обоснование нецелесообразности строительства взрывоопасного объекта — угольного портового терминала в г. Севастополе; расследовал взрыв газовых баллонов в больнице г. Луганска, в результате которого погибло 16 человек. Во всех случаях научно-обоснованно были опровергнуты заключения официальных государственных экспертов. Как независимый эксперт В. Д. Захматов выступал в судах по приглашению потерпевших или обвиняемых сторон.
Основное кредо научной работы Владимира Дмитриевича Захматова — лично проводить испытания своих разработок, чтобы убедиться в их безопасности для человека и окружающей среды.
Владимир Дмитриевич активно увлекается плаваньем, является мастером спорта на дистанции 800 м, 1500 м. Среди его увлечений — чтение русской классики и книг на историческую тематику.

## Область научной деятельности
Физика направленного взрыва, чувствительность взрывчатых веществ, механика и динамика многофазовых сред, технологии ликвидации последствий аварий и катастроф, предотвращения террористических атак.
В. Д. Захматов работал в следующих прикладных темах:
- — разработка новых видов зажигательных и объёмнодетонирующих вооружений;
- — методы и импульсная техника многоплановой защиты для:
  - а) тушения различных пожаров;
  - б) светотеплозащиты и маскировки;
  - в) предотвращения объемных взрывов;
  - г) локализации токсичных и радиоактивных выбросов;
  - д) локализации розливов нефти на водной поверхности;
  - е) контроля массовых беспорядков;
  - ж) обезвреживания террористов и диверсантов.

Ряд разработок Владимира Захматова внедрены в виде опытно-промышленных партий, использовались в СССР и используются в настоящее время в России, на Украине, в Польше, Израиле, Китае, Швейцарии:
- 50-ствольная установка «Импульс-3М» на базе танкового шасси Т-62, Т-55, Т-54;
- 7-, 8-, 9-, 16-, 25-ствольные установки на шасси лафетов, прицепов, которые широко использовались в Чернобыльской зоне как стационарные элементы автоматических систем для тушения в аварийных зданиях и трансформаторных подстанциях, для тушения грандиозного пожара куста скважин на морской нефтегазовой платформе в Каспийском море, для тушения горящих штабелей боеприпасов, для локализации розливов нефти на море путём масштабного и дальнего распыления биосорбентов;[7]
- вертолетная подвесная огнетушащая бомба и многобомбовая платформа использовались при тушении лесных пожаров в Чернобыльской зоне (1986), в горах и ущельях Крыма, Карпат, Южного Урала (1992—2003), в болотистых лесах Московской области (2001), при тушении лесных пожаров в России (2010), при тушении катастрофического лесного пожара на плато горы Кармаль, Хайфа (Израиль). Российское правительство приняло решение об оснащении огнетушащими бомбами аварийных подразделений МЧС для тушения лесных пожаров;[8]
- профессиональный дальнобойный огнетушитель (7 конструктивных вариантов). Выпускался опытно-промышленной партией — 50 шт. для Министерства Чрезвычайных ситуаций Украины, более 10 образцов успешно эксплуатировались в пожарной части Московской области, опытно-промышленная партия выпущена в 2009 г. в Швейцарии фирмами «Pyromex» и «Highland Technologies»;
- бытовой огнетушитель. Таких уникальных карманных мини-огнетушителей была выпущена партия в 15000 шт. по заказу КГБ для Московской Олимпиады: потушено 3 попытки самосожжения, до 150 мелких пожаров, прекращено несколько десятков драк;
- автоматизированные системы многоплановой защиты военной техники:
  - а) танков — спасали экипаж и танк от пожара даже при попадании кумулятивного боеприпаса;
  - б) вертолётов — при падении подбитого вертолёта предотвращали пожар и взрыв. Оба этих варианта в виде опытных экземпляров испытаны успешно в Афганистане;
  - в) подводная лодка — успешно испытаны системы нетоксичного тушения в отсеках.

Системы многоплановой защиты также были разработаны для маскировки стартовых ракетных позиций от спутникового наблюдения и высокоточного оружия, маскировки танков, кораблей от высокоточного оружия, а для подземных правительственных сооружений и метро как уникальное средство нетоксичного тушения пожаров.

## Международное признание
В. Д. Захматов является активным участником в работе международных антитеррористических и антикриминальных организаций МАЕ и МАК.
Профессор В. Д. Захматов читал лекции в университетах России, США, Израиля, Швейцарии, Польши, Чехии, Эстонии.
С 1982 года Владимир Захматов принимал участие с образцами своей техники при тушении ряда крупных пожаров:
- на заводах по производству взрывчатых веществ, арсеналах, базах хранения и снаряжения боеприпасов, заводах и складах ядохимикатов в ряде стран Европы;
- газовых скважинах, нефтеперерабатывающих заводах, и нефтехранилищах, нефтяных морских платформах в различных странах мира;
- в лесах, в том числе, труднодоступных районах аварий и катастроф, в горах, ущельях в СССР, России, на Украине, в Польше, Израиле.

## Награды и премии
- 1987 г. — Медаль Ликвидатора аварии на Чернобыльской АЭС 1-й категории.
- 1996 г. — Медаль «За заслуги» Министерства чрезвычайных ситуаций Украины.
- 2004 г. — Золотая медаль ВДНХ за разработку новой несмертельной техники остановки антитеррористических атак.
- 2005 г. — Медаль «За заслуги» Министерства обороны Украины.
- 2011 г. — Медаль «За мужество и честь. 25 лет аварии на ЧАЭС» (Украина) за внедрение новой технологии высокоточного безлюдного тушения пожаров в высокорадиоактивных зонах.
- 2011 г. — Памятный знак «В память о катастрофе на Чернобыльской АЭС» (Российская Федерация).

## Основные труды
1. Захматов В. Д. Техника многоплановой защиты. — М.: ИПМ АН СССР, 1991. — 124 с.
2. Захматов В. Д., Красюк И. П., Садченко А. А., Щербак Н. В., Мазниченко Ю. А. Взрывчатые вещества и взрывные устройства. Учебник. — К.: Национальная академия внутренних дел, 2004. — 324 с
3. Захматов В. Д. Импульсная техника в Чернобыле./ ISSN 0869-7493 Пожаровзрывобезопасность. Москва. 2010. т.19, № 4, с. 49 — 52.
4. Захматов В. Д., Щербак Н. В. Новые технологи локализации розливов нефти на море. // ISSN 0869-7493 Пожаровзрывобезопасность. Москва. 2010. т.19, № 6, с. 56 — 63.
5. Захматов В. Д. Фукусима — новый Чернобыль, а ошибки старые (недоступная ссылка)./ Пожарная безопасность в строительстве, Москва, № 2, апрель 2011, с. 52 — 61.
6. Захматов В. Д., Щербак Н. В. Личное оружие пожарного для тушения пожаров в лесу, небоскребах и зонах катастроф (недоступная ссылка)./ Пожарная безопасность в строительстве, Москва, № 3, июнь, 2011, с.58-65.